# Església de Nossa Senhora da Natividade de Escamarão
L'Església de Nossa Senhora da Natividade de Escamarão és una església tardoromànica situada a Souselo, al municipi de Cinfães, a Portugal. Sembla que la construcció en començaria entre la segona meitat del segle xii i finals del segle xiii. Consta d'una sola nau i absis rectangular. Es creu que l'edifici es va retocar durant la baixa edat mitjana, i se n'inclourien les rajoles àrabs que hui es troben als retaules laterals. El retaule principal en talla daurada data d'època moderna. El 1950 fou classificada com a Immoble d'interès públic i està dins la Ruta del romànic.